# Villecien
Villecien és un municipi francès, situat al departament del Yonne i a la regió de Borgonya - Franc Comtat. L'any 2007 tenia 412 habitants.

## Demografia

### Població
El 2007 la població de fet de Villecien era de 412 persones. Hi havia 167 famílies, de les quals 53 eren unipersonals (37 homes vivint sols i 16 dones vivint soles), 53 parelles sense fills, 57 parelles amb fills i 4 famílies monoparentals amb fills.
La població ha evolucionat segons el següent gràfic:
Habitants censats

### Habitatges
El 2007 hi havia 217 habitatges, 171 eren l'habitatge principal de la família, 39 eren segones residències i 8 estaven desocupats. 216 eren cases i 1 era un apartament. Dels 171 habitatges principals, 156 estaven ocupats pels seus propietaris, 9 estaven llogats i ocupats pels llogaters i 5 estaven cedits a títol gratuït; 5 tenien una cambra, 14 en tenien dues, 43 en tenien tres, 41 en tenien quatre i 67 en tenien cinc o més. 139 habitatges disposaven pel capbaix d'una plaça de pàrquing. A 88 habitatges hi havia un automòbil i a 63 n'hi havia dos o més.

### Piràmide de població
La piràmide de població per edats i sexe el 2009 era:
| Homes | Edats   | Dones |
| ----- | ------- | ----- |
| 0     | 95 o +  | 0     |
| 0     | 90 a 94 | 0     |
| 0     | 85 a 89 | 4     |
| 4     | 80 a 84 | 4     |
| 12    | 75 a 79 | 8     |
| 8     | 70 a 74 | 8     |
| 4     | 65 a 69 | 4     |
| 16    | 60 a 64 | 8     |
| 8     | 55 a 59 | 4     |
| 8     | 50 a 54 | 4     |
| 4     | 45 a 49 | 8     |
| 8     | 40 a 44 | 12    |
| 16    | 35 a 39 | 20    |
| 20    | 30 a 34 | 8     |
| 16    | 25 a 29 | 20    |
| 8     | 20 a 24 | 4     |
| 8     | 15 a 19 | 0     |
| 8     | 10 a 14 | 24    |
| 4     | 5 a 9   | 20    |
| 4     | 0 a 4   | 24    |

## Economia
El 2007 la població en edat de treballar era de 235 persones, 178 eren actives i 57 eren inactives. De les 178 persones actives 155 estaven ocupades (87 homes i 68 dones) i 22 estaven aturades (12 homes i 10 dones). De les 57 persones inactives 20 estaven jubilades, 18 estaven estudiant i 19 estaven classificades com a «altres inactius».

### Ingressos
El 2009 a Villecien hi havia 174 unitats fiscals que integraven 410,5 persones, la mediana anual d'ingressos fiscals per persona era de 17.797 €.

### Activitats econòmiques
Dels 11 establiments que hi havia el 2007, 6 eren d'empreses de construcció, 1 d'una empresa d'hostatgeria i restauració, 1 d'una empresa d'informació i comunicació i 3 d'empreses classificades com a «altres activitats de serveis».
Dels 7 establiments de servei als particulars que hi havia el 2009, 1 era un paleta, 1 guixaire pintor, 1 fusteria, 2 lampisteries, 1 empresa de construcció i 1 saló de bellesa.

## Poblacions més properes
El següent diagrama mostra les poblacions més properes.